# Tvoje tvář má známý hlas (3. řada)
Třetí řada zábavní televizní show Tvoje tvář má známý hlas měla premiéru na TV Nova v neděli 26. února 2017, finále proběhlo 14. května 2017. V roli moderátora opět účinkoval Ondřej Sokol. V porotě zasedli Jakub Kohák, Janek Ledecký a Iva Pazderková, čtvrtým členem poroty byl vždy speciální host.
Vítězkou se stala Tatiana Vilhelmová.

## Formát
Každý ze soutěžících si v každém kole vylosuje jednu známou osobnost, kterou v následujícím týdnu napodobí. Slouží jim k tomu profesionální tým maskérů, tanečníků a odborníků na zpěv a herectví. Jejich úkolem je napodobit ji tak, aby zaujala porotu, která na konci večera rozdá body od 1 až po 8. Soutěžící, který má za večer nejvíce bodů, vyhraje a přiděluje 25 000 Kč libovolné charitativní společnosti. V případě remízy rozhoduje porota. O vítězi také rozhodují sami soutěžící, jelikož každý z nich má ještě pět speciálních bodů, které uděluje jednomu ze svých kolegů. Pokud se soutěžící dělí o poslední místo spolu s jiným soutěžícím, je na poslední místo vždy určen pouze jeden.
Body se průběžně sčítají až do konce jedenáctého kola – semifinále, kdy čtyři účinkující s nejvyššími počty bodů postoupí do finále. O celkovém vítězi rozhodne porota ve finálovém kole. Vítěz obdrží 150 000 Kč a předá je libovolné charitě.

## Obsazení

### Moderátor a porota
Moderátorem byl Ondřej Sokol, členy poroty byli Jakub Kohák, Janek Ledecký a účastnice první řady Iva Pazderková. Čtvrtým členem poroty byl vždy speciální host.
| Týden | Jméno            | Týden | Jméno           |
| ----- | ---------------- | ----- | --------------- |
| 1.    | Jan Cina         | 7.    | Miroslav Etzler |
| 2.    | Vladimír Polívka | 8.    | Simona Krainová |
| 3.    | Pavel Liška      | 9.    | Zdeněk Piškula  |
| 4.    | Marta Jandová    | 10.   | Petr Rychlý     |
| 5.    | Eva Holubová     | 11.   | Yemi A.D.       |
| 6.    | Martin Zounar    | 12.   | Jan Cina        |

### Soutěžící
Tým soutěžících se skládal z osmi známých osobností:
- čtyři ženy (Martha Issová, Adéla Gondíková, Tatiana Vilhelmová a Markéta Konvičková)
- čtyři muži (Martin Dejdar, Aleš Háma, Ondřej Ruml a Milan Peroutka)

| Jméno osobnosti    | Profese  | Vyhrané týdny | Prohrané týdny | Výsledek |
| ------------------ | -------- | ------------- | -------------- | -------- |
| Tatiana Vilhelmová | Herečka  | 2., Finále    | —              | Vítězka  |
| Milan Peroutka     | Zpěvák   | 4., 7., 11.   | 6., 8., 9.     | 2. místo |
| Markéta Konvičková | Zpěvačka | 3., 10.       | 2.             | 3. místo |
| Martha Issová      | Herečka  | 9.            | 10.            | 4. místo |
| Martin Dejdar      | Herec    | 5.            | 7.             | 5. místo |
| Ondřej Ruml        | Zpěvák   | 8.            | 1., 4.         | 6. místo |
| Adéla Gondíková    | Herečka  | 1.            | 3.             | 7. místo |
| Aleš Háma          | Herec    | 6.            | 5., 11.        | 8. místo |

### Mentoři
Soutěžícím při přípravách vystoupení pomáhají mentoři:
| Herectví     | Iva Pazderková            |
| Zpěv         | Linda Finková             |
| Choreografie | Yemi A.D. Angeé Svobodová |

## Přehled vítězů
| Kolo         | Soutěžící          | Vystupující jako | Nadace                                 |
| ------------ | ------------------ | ---------------- | -------------------------------------- |
| 1.           | Adéla Gondíková    | Tarkan           | Nadační fond Šťastná hvězda            |
| 2.           | Tatiana Vilhelmová | Michael Jackson  | Hnutí DUHA                             |
| 3.           | Markéta Konvičková | Pitbull          | Roska Ostrava                          |
| 4.           | Milan Peroutka     | Mika             | Pink Crocodile                         |
| 5.           | Martin Dejdar      | Bill Nighy       | Herecké muzeum                         |
| 6.           | Aleš Háma          | Barry White      | Náhradním rodinám o.p.s.               |
| 7.           | Milan Peroutka     | Tina Turner      | Pink Crocodile                         |
| 8.           | Ondřej Ruml        | Anastacia        | Nadace Taťány Kuchařové – Krása pomoci |
| 9.           | Martha Issová      | Lionel Richie    | Poradna VIGVAM                         |
| 10.          | Markéta Konvičková | Aretha Franklin  | Roska Ostrava                          |
| 11.          | Milan Peroutka     | Andrea Bocelli   | Pink Crocodile                         |
| 12. (finále) | Tatiana Vilhelmová | Zuzana Navarová  | Hnutí DUHA                             |

## Přehled vystoupení
| Soutěžící          | První týden            | Druhý týden              | Třetí týden     | Čtvrtý týden          | Pátý týden                | Šestý týden                  | Sedmý týden             | Osmý týden           | Devátý týden    | Desátý týden         | Semifinále             | Finále                   |
| ------------------ | ---------------------- | ------------------------ | --------------- | --------------------- | ------------------------- | ---------------------------- | ----------------------- | -------------------- | --------------- | -------------------- | ---------------------- | ------------------------ |
| Tatiana Vilhelmová | Madonna                | Michael Jackson Jacksons | Adele           | Barbra Streisandová   | Johnny Rotten Sex Pistols | Hana Hegerová                | Kate Hudson             | Jason Kay Jamiroquai | Maria Callasová | Ciara                | LunchMoney Lewis       | Zuzana Navarová          |
| Milan Peroutka     | Petr Muk               | Amy Winehouse            | Bruno Mars      | Mika                  | Eric Clapton              | Enrique Iglesias             | Tina Turner             | Coolio               | Ed Sheeran      | Ne-Yo                | Andrea Bocelli         | Michael Jackson          |
| Markéta Konvičková | Idina Menzel           | Olivia Newton-Johnová    | Pitbull         | Rihanna               | Christina Aguilera        | Carly Rae Jepsenová          | Lauri Ylönen The Rasmus | Lucie Bílá           | Shakira         | Aretha Franklin      | Beyoncé                | James Hetfield Metallica |
| Martha Issová      | Brian Johnson AC/DC    | Kate Bushová             | Geri Halliwell  | Limahl                | Duffy                     | Nena                         | Marie Rottrová          | Janelle Monáe        | Lionel Richie   | Zaz                  | Marta Kubišová         | Treat Williams Hair      |
| Martin Dejdar      | Israel Kamakawiwo'ole  | Waldemar Matuška         | The Weeknd      | Věra Špinarová        | Bill Nighy                | Joey Tempest Europe          | Little Richard          | Lenny Kravitz        | Rag'n'Bone Man  | Shirley Bassey       | Joe Cocker             | Dan Aykroyd              |
| Ondřej Ruml        | Whitney Houston        | Justin Timberlake        | Plácido Domingo | James Brown           | George Michael            | Eminem                       | Seal                    | Anastacia            | Iggy Pop        | Adam Levine Maroon 5 | Dr. Alban              | John Belushi             |
| Adéla Gondíková    | Tarkan                 | Annie Lennox Eurythmics  | Kylie Minogue   | Ya Kid K Technotronic | Falco                     | Thomas Anders Modern Talking | Ruslana                 | Cher                 | Dara Rolins     | Elvis Presley        | Annette Eltice Ottawan | Hana Buštíková Kamélie   |
| Aleš Háma          | Bobby Farrell Boney M. | Ozzy Osbourne            | Hana Zagorová   | Billy Idol            | Petr Kotvald              | Barry White                  | David Hasselhoff        | Elton John           | Lady Gaga       | Pavol Habera Team    | Chubby Checker         | Dana Vlková Kamélie      |

Legenda
     soutěžící se umístil na prvním místě
     soutěžící se umístil na posledním místě
     soutěžící byl nehodnocen
     soutěžící byl vyřazen

### Souhrn bodů
| Souhrn bodů        | Souhrn bodů | Souhrn bodů | Souhrn bodů | Souhrn bodů | Souhrn bodů | Souhrn bodů | Souhrn bodů | Souhrn bodů | Souhrn bodů | Souhrn bodů | Souhrn bodů | Souhrn bodů | Souhrn bodů |
| Soutěžící          | 1.          | 2.          | 3.          | 4.          | 5.          | 6.          | 7.          | 8.          | 9.          | 10.         | 11.         | Body        | Umístění    |
| ------------------ | ----------- | ----------- | ----------- | ----------- | ----------- | ----------- | ----------- | ----------- | ----------- | ----------- | ----------- | ----------- | ----------- |
| Tatiana Vilhelmová | 3. 32       | 1. 36       | 5. 20       | 3. 24       | 3. 30       | 7. 13       | 3. 30       | 6. 17       | 4. 22       | 4. 24       | 2. 36       | 284         | Vítězka     |
| Milan Peroutka     | 2. 33       | 7. 12       | 4. 23       | 1. 47       | 5. 18       | 8. 9        | 1. 37       | 8. 11       | 8. 7        | 5. 23       | 1. 36       | 256         | 2. místo    |
| Markéta Konvičková | 6. 17       | 8. 7        | 1. 45       | 2. 28       | 4. 26       | 6. 13       | 7. 14       | 4. 21       | 3. 26       | 1. 47       | 3. 35       | 279         | 3. místo    |
| Martha Issová      | 4. 24       | 3. 30       | 6. 13       | 6. 18       | 2. 32       | 3. 26       | 2. 33       | 5. 20       | 1. 50       | 8. 8        | 5. 20       | 274         | 4. místo    |
| Martin Dejdar      | 5. 23       | 2. 33       | 7. 12       | 5. 19       | 1. 37       | 5. 21       | 8. 11       | 3. 23       | 5. 21       | 3. 26       | 4. 29       | 255         | —           |
| Ondřej Ruml        | 8. 6        | 4. 24       | 2. 37       | 8. 11       | 6. 17       | 2. 36       | 4. 22       | 1. 42       | 7. 12       | 2. 27       | 7. 9        | 243         | —           |
| Adéla Gondíková    | 1. 35       | 5. 22       | 8. 10       | 7. 14       | 7. 13       | 4. 23       | 6. 17       | 2. 37       | 2. 29       | 6. 16       | 6. 13       | 229         | —           |
| Aleš Háma          | 7. 14       | 6. 20       | 3. 24       | 4. 23       | 8. 11       | 1. 43       | 5. 20       | 7. 13       | 6. 17       | 7. 13       | 8. 6        | 204         | —           |

## Jednotlivé týdny

### První týden
- Vítěz druhé řady a speciální porotce Jan Cina na začátku vystoupil jako Pharrell Williams s písní „Freedom“.
- S Marthou Issovou vystoupil Marek Taclík jako Angus Young.

| Poř. | Soutěžící          | Osobnost              | Píseň                         | Body (porotců a bonusové) | Body (porotců a bonusové) | Body (porotců a bonusové) | Body (porotců a bonusové) | Body (porotců a bonusové) | Celkem bodů | Finální pořadí | Speciální body |
| Poř. | Soutěžící          | Osobnost              | Píseň                         | Kohák                     | Pazderková                | Ledecký                   | Cina                      | Bonus                     | Celkem bodů | Finální pořadí | Speciální body |
| ---- | ------------------ | --------------------- | ----------------------------- | ------------------------- | ------------------------- | ------------------------- | ------------------------- | ------------------------- | ----------- | -------------- | -------------- |
| 1    | Martha Issová      | Brian Johnson         | „Highway to Hell“             | 8                         | 7                         | 3                         | 1                         | 5                         | 24          | 4.             | Tatiana        |
| 2    | Ondřej Ruml        | Whitney Houston       | „I Wanna Dance With Somebody“ | 2                         | 1                         | 1                         | 2                         | 0                         | 6           | 8.             | Martha         |
| 3    | Milan Peroutka     | Petr Muk              | „Tančíš sama“                 | 6                         | 8                         | 8                         | 6                         | 5                         | 33          | 2.             | Adéla          |
| 4    | Aleš Háma          | Bobby Farrell         | „Ma Baker“                    | 1                         | 3                         | 2                         | 3                         | 5                         | 14          | 7.             | Adéla          |
| 5    | Markéta Konvičková | Idina Menzel          | „Let It Go“                   | 3                         | 2                         | 4                         | 8                         | 0                         | 17          | 6.             | Martin         |
| 6    | Adéla Gondíková    | Tarkan                | „Simarik (Kiss Kiss)“         | 4                         | 5                         | 6                         | 5                         | 15                        | 35          | Vítězka        | Aleš           |
| 7    | Tatiana Vilhelmová | Madonna               | „Material Girl“               | 7                         | 6                         | 7                         | 7                         | 5                         | 32          | 3.             | Milan          |
| 8    | Martin Dejdar      | Israel Kamakawiwo'ole | „Over the Rainbow“            | 5                         | 4                         | 5                         | 4                         | 5                         | 23          | 5.             | Adéla          |

### Druhý týden
- Společně s Markétou Konvičkovou vystoupil David Gránský jako John Travolta.

| Poř. | Soutěžící          | Osobnost              | Píseň                             | Body (porotců a bonusové) | Body (porotců a bonusové) | Body (porotců a bonusové) | Body (porotců a bonusové) | Body (porotců a bonusové) | Celkem bodů | Finální pořadí | Speciální body |
| Poř. | Soutěžící          | Osobnost              | Píseň                             | Kohák                     | Pazderková                | Ledecký                   | Polívka                   | Bonus                     | Celkem bodů | Finální pořadí | Speciální body |
| ---- | ------------------ | --------------------- | --------------------------------- | ------------------------- | ------------------------- | ------------------------- | ------------------------- | ------------------------- | ----------- | -------------- | -------------- |
| 1    | Tatiana Vilhelmová | Michael Jackson       | „Rockin Robin“                    | 5                         | 7                         | 8                         | 6                         | 10                        | 36          | Vítězka        | Martin         |
| 2    | Martin Dejdar      | Waldemar Matuška      | „Slavíci z Madridu“               | 6                         | 3                         | 6                         | 8                         | 10                        | 33          | 2.             | Aleš           |
| 3    | Markéta Konvičková | Olivia Newton-Johnová | „Summer Nights“                   | 3                         | 1                         | 2                         | 1                         | 0                         | 7           | 8.             | Tatiana        |
| 4    | Ondřej Ruml        | Justin Timberlake     | „Can't Stop the Feeling“          | 7                         | 5                         | 5                         | 7                         | 0                         | 24          | 4.             | Aleš           |
| 5    | Martha Issová      | Kate Bushová          | „Wuthering Heights“               | 8                         | 8                         | 4                         | 5                         | 5                         | 30          | 3.             | Adéla          |
| 6    | Adéla Gondíková    | Annie Lennox          | „Sweet Dreams (Are Made of This)“ | 4                         | 2                         | 7                         | 4                         | 5                         | 22          | 5.             | Martha         |
| 7    | Milan Peroutka     | Amy Winehouse         | „You Know I'm Not Good“           | 2                         | 6                         | 1                         | 3                         | 0                         | 12          | 7.             | Tatiana        |
| 8    | Aleš Háma          | Ozzy Osbourne         | „Dreamer“                         | 1                         | 4                         | 3                         | 2                         | 10                        | 20          | 6.             | Martin         |

### Třetí týden
- Společně s Alešem Hámou vystoupil Ondřej Sokol jako Drupi.

| Poř. | Soutěžící          | Osobnost        | Píseň                | Body (porotců a bonusové) | Body (porotců a bonusové) | Body (porotců a bonusové) | Body (porotců a bonusové) | Body (porotců a bonusové) | Celkem bodů | Finální pořadí | Speciální body |
| Poř. | Soutěžící          | Osobnost        | Píseň                | Kohák                     | Pazderková                | Ledecký                   | Liška                     | Bonus                     | Celkem bodů | Finální pořadí | Speciální body |
| ---- | ------------------ | --------------- | -------------------- | ------------------------- | ------------------------- | ------------------------- | ------------------------- | ------------------------- | ----------- | -------------- | -------------- |
| 1    | Milan Peroutka     | Bruno Mars      | „24K Magic“          | 5                         | 7                         | 6                         | 5                         | 0                         | 23          | 4.             | Markéta        |
| 2    | Aleš Háma          | Hana Zagorová   | „Setkání“            | 6                         | 5                         | 5                         | 8                         | 0                         | 24          | 3.             | Ondřej         |
| 3    | Martha Issová      | Geri Halliwell  | „It's Raining Men“   | 1                         | 1                         | 3                         | 3                         | 5                         | 13          | 6.             | Markéta        |
| 4    | Tatiana Vilhelmová | Adele           | „Send My Love“       | 4                         | 3                         | 4                         | 4                         | 5                         | 20          | 5.             | Martha         |
| 5    | Martin Dejdar      | The Weeknd      | „Can't Feel My Face“ | 3                         | 2                         | 1                         | 1                         | 5                         | 12          | 7.             | Markéta        |
| 6    | Markéta Konvičková | Pitbull         | „I Know You Want Me“ | 8                         | 8                         | 7                         | 7                         | 15                        | 45          | Vítězka        | Ondřej         |
| 7    | Adéla Gondíková    | Kylie Minogue   | „In Your Eyes“       | 2                         | 4                         | 2                         | 2                         | 0                         | 10          | 8.             | Tatiana        |
| 8    | Ondřej Ruml        | Plácido Domingo | „Nessum Dorma“       | 7                         | 6                         | 8                         | 6                         | 10                        | 37          | 2.             | Martin         |

### Čtvrtý týden
- Společně s Marthou Issovou vystoupila Anna Slováčková jako vládkyně z Nekonečného příběhu.
- Společně s Tatianou Vilhemovou vystoupil Vojtěch Dyk jako Céline Dion.

| Poř. | Soutěžící          | Osobnost            | Píseň                   | Body (porotců a bonusové) | Body (porotců a bonusové) | Body (porotců a bonusové) | Body (porotců a bonusové) | Body (porotců a bonusové) | Celkem bodů | Finální pořadí | Speciální body |
| Poř. | Soutěžící          | Osobnost            | Píseň                   | Kohák                     | Pazderková                | Ledecký                   | Jandová                   | Bonus                     | Celkem bodů | Finální pořadí | Speciální body |
| ---- | ------------------ | ------------------- | ----------------------- | ------------------------- | ------------------------- | ------------------------- | ------------------------- | ------------------------- | ----------- | -------------- | -------------- |
| 1    | Adéla Gondíková    | Ya Kid K            | „Pump Up The Jam“       | 1                         | 3                         | 2                         | 3                         | 5                         | 14          | 7.             | Martin         |
| 2    | Martin Dejdar      | Věra Špinarová      | „Jednoho dne se vrátíš“ | 4                         | 2                         | 3                         | 5                         | 5                         | 19          | 5.             | Martha         |
| 3    | Aleš Háma          | Billy Idol          | „Rebel Yell“            | 7                         | 5                         | 4                         | 7                         | 0                         | 23          | 4.             | Milan          |
| 4    | Ondřej Ruml        | James Brown         | „Sex Machine“           | 2                         | 1                         | 1                         | 2                         | 5                         | 11          | 8.             | Markéta        |
| 5    | Martha Issová      | Limahl              | „Never Ending Story“    | 3                         | 4                         | 5                         | 1                         | 5                         | 18          | 6.             | Milan          |
| 6    | Markéta Konvičková | Rihanna             | „We Found Love“         | 5                         | 7                         | 7                         | 4                         | 5                         | 28          | 2.             | Milan          |
| 7    | Milan Peroutka     | Mika                | „Grace Kelly“           | 8                         | 8                         | 8                         | 8                         | 15                        | 47          | Vítěz          | Ondřej         |
| 8    | Tatiana Vilhelmová | Barbra Streisandová | „Tell Him“              | 6                         | 6                         | 6                         | 6                         | 0                         | 24          | 3.             | Adéla          |

### Pátý týden
- S účinkujícím Alešem Hámou vystoupil i Petr Kotvald.

| Poř. | Soutěžící          | Osobnost           | Píseň                       | Body (porotců a bonusové) | Body (porotců a bonusové) | Body (porotců a bonusové) | Body (porotců a bonusové) | Body (porotců a bonusové) | Celkem bodů | Finální pořadí | Speciální body |
| Poř. | Soutěžící          | Osobnost           | Píseň                       | Kohák                     | Pazderková                | Ledecký                   | Holubová                  | Bonus                     | Celkem bodů | Finální pořadí | Speciální body |
| ---- | ------------------ | ------------------ | --------------------------- | ------------------------- | ------------------------- | ------------------------- | ------------------------- | ------------------------- | ----------- | -------------- | -------------- |
| 1    | Markéta Konvičková | Christina Aguilera | „Show Me How You Burlesque“ | 8                         | 8                         | 7                         | 3                         | 0                         | 26          | 4.             | Martin         |
| 2    | Milan Peroutka     | Eric Clapton       | „Tears in Heaven“           | 3                         | 2                         | 1                         | 7                         | 5                         | 18          | 5.             | Martin         |
| 3    | Aleš Háma          | Petr Kotvald       | „Mumuland“                  | 2                         | 1                         | 2                         | 1                         | 5                         | 11          | 8.             | Martha         |
| 4    | Adéla Gondíková    | Falco              | „Rock Me Amadeus“           | 1                         | 4                         | 4                         | 4                         | 0                         | 13          | 7.             | Ondřej         |
| 5    | Ondřej Ruml        | George Michael     | „Freedom“                   | 4                         | 3                         | 3                         | 2                         | 5                         | 17          | 6.             | Martha         |
| 6    | Martin Dejdar      | Bill Nighy         | „Christmas Is All Around“   | 6                         | 6                         | 5                         | 5                         | 15                        | 37          | Vítěz          | Milan          |
| 7    | Martha Issová      | Duffy              | „Mercy“                     | 5                         | 5                         | 6                         | 6                         | 10                        | 32          | 2.             | Martin         |
| 8    | Tatiana Vilhelmová | Johnny Rotten      | „God Save the Queen“        | 7                         | 7                         | 8                         | 8                         | 0                         | 30          | 3.             | Aleš           |

### Šestý týden
- Společně s Adélou Gondíkovou vystoupil Dalibor Gondík jako Dieter Bohlen.
- Společně s Ondřejem Rumlem vystoupila Anna Slováčková jako Rihanna.

| Poř. | Soutěžící          | Osobnost            | Píseň                         | Body (porotců a bonusové) | Body (porotců a bonusové) | Body (porotců a bonusové) | Body (porotců a bonusové) | Body (porotců a bonusové) | Celkem bodů | Finální pořadí | Speciální body |
| Poř. | Soutěžící          | Osobnost            | Píseň                         | Kohák                     | Pazderková                | Ledecký                   | Zounar                    | Bonus                     | Celkem bodů | Finální pořadí | Speciální body |
| ---- | ------------------ | ------------------- | ----------------------------- | ------------------------- | ------------------------- | ------------------------- | ------------------------- | ------------------------- | ----------- | -------------- | -------------- |
| 1    | Martin Dejdar      | Joey Tempest        | „The Final Countdown“         | 5                         | 5                         | 6                         | 5                         | 0                         | 21          | 5.             | Ondřej         |
| 2    | Markéta Konvičková | Carly Rae Jepsenová | „Call Me Maybe“               | 2                         | 1                         | 4                         | 1                         | 5                         | 13          | 6.             | Aleš           |
| 3    | Adéla Gondíková    | Thomas Anders       | „Cheri, Cheri Lady“           | 8                         | 7                         | 1                         | 7                         | 0                         | 23          | 4.             | Martha         |
| 4    | Martha Issová      | Nena                | „99 Luftballons“              | 3                         | 4                         | 8                         | 6                         | 5                         | 26          | 3.             | Aleš           |
| 5    | Milan Peroutka     | Enrique Iglesias    | „Bailamos“                    | 1                         | 2                         | 2                         | 4                         | 0                         | 9           | 8.             | Aleš           |
| 6    | Ondřej Ruml        | Eminem              | „Love the Way You Lie“        | 6                         | 8                         | 5                         | 2                         | 15                        | 36          | 2.             | Markéta        |
| 7    | Tatiana Vilhelmová | Hana Hegerová       | „Petr a Lucie“                | 4                         | 3                         | 3                         | 3                         | 0                         | 13          | 7.             | Ondřej         |
| 8    | Aleš Háma          | Barry White         | „You’re the First, the Last…“ | 7                         | 6                         | 7                         | 8                         | 15                        | 43          | Vítěz          | Ondřej         |

### Sedmý týden
- Společně s Marthou Issovou vystoupil Jiří Bartoška, původní interpret písně.

| Poř. | Soutěžící          | Osobnost         | Píseň                 | Body (porotců a bonusové) | Body (porotců a bonusové) | Body (porotců a bonusové) | Body (porotců a bonusové) | Body (porotců a bonusové) | Celkem bodů | Finální pořadí | Speciální body |
| Poř. | Soutěžící          | Osobnost         | Píseň                 | Kohák                     | Pazderková                | Ledecký                   | Etzler                    | Bonus                     | Celkem bodů | Finální pořadí | Speciální body |
| ---- | ------------------ | ---------------- | --------------------- | ------------------------- | ------------------------- | ------------------------- | ------------------------- | ------------------------- | ----------- | -------------- | -------------- |
| 1    | Adéla Gondíková    | Ruslana          | „Wild Dances“         | 2                         | 7                         | 4                         | 4                         | 0                         | 17          | 6.             | Ondřej         |
| 2    | Ondřej Ruml        | Seal             | „Kiss from a Rose“    | 6                         | 2                         | 1                         | 3                         | 10                        | 22          | 4.             | Milan          |
| 3    | Martin Dejdar      | Little Richard   | „Tutti Frutti“        | 1                         | 5                         | 3                         | 2                         | 0                         | 11          | 8.             | Tatiana        |
| 4    | Martha Issová      | Marie Rottrová   | „Klíč pro štěstí“     | 7                         | 4                         | 6                         | 6                         | 10                        | 33          | 2.             | Ondřej         |
| 5    | Markéta Konvičková | Lauri Ylönen     | „In the Shadows“      | 5                         | 1                         | 2                         | 1                         | 5                         | 14          | 7.             | Martha         |
| 6    | Tatiana Vilhelmová | Kate Hudson      | „Cinema Italiano“     | 3                         | 3                         | 7                         | 7                         | 10                        | 30          | 3.             | Markéta        |
| 7    | Aleš Háma          | David Hasselhoff | „Hooked on a Feeling“ | 4                         | 6                         | 5                         | 5                         | 0                         | 20          | 5.             | Tatiana        |
| 8    | Milan Peroutka     | Tina Turner      | „Golden Eye“          | 8                         | 8                         | 8                         | 8                         | 5                         | 37          | Vítěz          | Martha         |

### Osmý týden
- Společně s Alešem Hámou vystoupila Monika Absolonová jako Kiki Dee.
- S Marthou Issovou vystoupil Yemi A.D. jako Big Boi.

| Poř. | Soutěžící          | Osobnost      | Píseň                        | Body (porotců a bonusové) | Body (porotců a bonusové) | Body (porotců a bonusové) | Body (porotců a bonusové) | Body (porotců a bonusové) | Celkem bodů | Finální pořadí | Speciální body |
| Poř. | Soutěžící          | Osobnost      | Píseň                        | Kohák                     | Pazderková                | Ledecký                   | Krainová                  | Bonus                     | Celkem bodů | Finální pořadí | Speciální body |
| ---- | ------------------ | ------------- | ---------------------------- | ------------------------- | ------------------------- | ------------------------- | ------------------------- | ------------------------- | ----------- | -------------- | -------------- |
| 1    | Aleš Háma          | Elton John    | „Don't Go Breaking My Heart“ | 3                         | 5                         | 4                         | 1                         | 0                         | 13          | 7.             | Adéla          |
| 2    | Tatiana Vilhelmová | Jason Kay     | „Virtual Insanity“           | 4                         | 4                         | 1                         | 3                         | 5                         | 17          | 6.             | Ondřej         |
| 3    | Martin Dejdar      | Lenny Kravitz | „Are You Gonna Go My Way“    | 7                         | 2                         | 7                         | 7                         | 0                         | 23          | 3.             | Tatiana        |
| 4    | Milan Peroutka     | Coolio        | „Gangsters Paradise“         | 2                         | 1                         | 6                         | 2                         | 0                         | 11          | 8.             | Markéta        |
| 5    | Adéla Gondíková    | Cher          | „The Shoop Shoop Song“       | 6                         | 7                         | 5                         | 4                         | 15                        | 37          | 2.             | Markéta        |
| 6    | Markéta Konvičková | Lucie Bílá    | „eSeMeS“                     | 1                         | 3                         | 2                         | 5                         | 10                        | 21          | 4.             | Adéla          |
| 7    | Ondřej Ruml        | Anastacia     | „I'm Outta Love“             | 8                         | 8                         | 8                         | 8                         | 10                        | 42          | Vítěz          | Adéla          |
| 8    | Martha Issová      | Janelle Monáe | „Tightrope“                  | 5                         | 6                         | 3                         | 6                         | 0                         | 20          | 5.             | Ondřej         |

### Devátý týden
- Porotkyně Iva Pazderková vystoupila jako P!nk s písní „Just Like Fire“.
- Společně s Adélou Gondíkovou vystoupil také Petr Vondráček jako Karel Gott.

| Poř. | Soutěžící          | Osobnost        | Píseň               | Body (porotců a bonusové) | Body (porotců a bonusové) | Body (porotců a bonusové) | Body (porotců a bonusové) | Body (porotců a bonusové) | Celkem bodů | Finální pořadí | Speciální body |
| Poř. | Soutěžící          | Osobnost        | Píseň               | Kohák                     | Pazderková                | Ledecký                   | Piškula                   | Bonus                     | Celkem bodů | Finální pořadí | Speciální body |
| ---- | ------------------ | --------------- | ------------------- | ------------------------- | ------------------------- | ------------------------- | ------------------------- | ------------------------- | ----------- | -------------- | -------------- |
| 1    | Milan Peroutka     | Ed Sheeran      | „Shape Of You“      | 3                         | 1                         | 2                         | 1                         | 0                         | 7           | 8.             | Martha         |
| 2    | Martha Issová      | Lionel Richie   | „All Night Long“    | 8                         | 6                         | 8                         | 8                         | 20                        | 50          | Vítězka        | Adéla          |
| 3    | Ondřej Ruml        | Iggy Pop        | „Lust for Life“     | 1                         | 3                         | 4                         | 4                         | 0                         | 12          | 7.             | Aleš           |
| 4    | Aleš Háma          | Lady Gaga       | „Poker Face“        | 2                         | 2                         | 1                         | 2                         | 10                        | 17          | 6.             | Martha         |
| 5    | Martin Dejdar      | Rag'n'Bone Man  | „Human“             | 4                         | 8                         | 3                         | 6                         | 0                         | 21          | 5.             | Markéta        |
| 6    | Markéta Konvičková | Shakira         | „Objection (Tango)“ | 6                         | 7                         | 5                         | 3                         | 5                         | 26          | 3.             | Martha         |
| 7    | Adéla Gondíková    | Dara Rolins     | „Zvonky štěstí“     | 7                         | 5                         | 7                         | 5                         | 5                         | 29          | 2.             | Aleš           |
| 8    | Tatiana Vilhelmová | Maria Callasová | „Ave Maria“         | 5                         | 4                         | 6                         | 7                         | 0                         | 22          | 4.             | Martha         |

### Desátý týden
- Speciální porotce Petr Rychlý vystoupil jako Václav Neckář s písní „Půlnoční“.
- Společně s Tatianou Vilhemovou vystoupil znovu Vojtěch Dyk, tentokrát jako Justin Timberlake.

| Poř. | Soutěžící          | Osobnost        | Píseň                | Body (porotců a bonusové) | Body (porotců a bonusové) | Body (porotců a bonusové) | Body (porotců a bonusové) | Body (porotců a bonusové) | Celkem bodů | Finální pořadí | Speciální body |
| Poř. | Soutěžící          | Osobnost        | Píseň                | Kohák                     | Pazderková                | Ledecký                   | Rychlý                    | Bonus                     | Celkem bodů | Finální pořadí | Speciální body |
| ---- | ------------------ | --------------- | -------------------- | ------------------------- | ------------------------- | ------------------------- | ------------------------- | ------------------------- | ----------- | -------------- | -------------- |
| 1    | Adéla Gondíková    | Elvis Presley   | „Jailhouse Rock“     | 3                         | 2                         | 3                         | 3                         | 5                         | 16          | 6.             | Martin         |
| 2    | Milan Peroutka     | Ne-Yo           | „Closer“             | 7                         | 7                         | 7                         | 2                         | 0                         | 23          | 5.             | Markéta        |
| 3    | Martha Issová      | Zaz             | „Je Veux“            | 1                         | 1                         | 2                         | 4                         | 0                         | 8           | 8.             | Markéta        |
| 4    | Ondřej Ruml        | Adam Levine     | „Sugar“              | 5                         | 5                         | 6                         | 6                         | 5                         | 27          | 2.             | Martin         |
| 5    | Aleš Háma          | Pavol Habera    | „Je to vo hviezdach“ | 4                         | 4                         | 4                         | 1                         | 0                         | 13          | 7.             | Martin         |
| 6    | Tatiana Vilhelmová | Ciara           | „Love Sex Magic“     | 6                         | 6                         | 5                         | 7                         | 0                         | 24          | 4.             | Adéla          |
| 7    | Markéta Konvičková | Aretha Franklin | „Think“              | 8                         | 8                         | 8                         | 8                         | 15                        | 47          | Vítězka        | Ondřej         |
| 8    | Martin Dejdar      | Shirley Bassey  | „My Way“             | 2                         | 3                         | 1                         | 5                         | 15                        | 26          | 3.             | Markéta        |

### Jedenáctý týden (semifinále)
- Společně s Adélou Gondíkovou vystoupil Roman Vojtek jako Patrick-Jean Baptiste.
- Milan Peroutka vystoupil jako Andrea Bocelli a Sarah Brightmanová.

| Poř. | Soutěžící          | Osobnost         | Píseň                         | Body (porotců a bonusové) | Body (porotců a bonusové) | Body (porotců a bonusové) | Body (porotců a bonusové) | Body (porotců a bonusové) | Celkem bodů | Finální pořadí | Speciální body |
| Poř. | Soutěžící          | Osobnost         | Píseň                         | Kohák                     | Pazderková                | Ledecký                   | A.D.                      | Bonus                     | Celkem bodů | Finální pořadí | Speciální body |
| ---- | ------------------ | ---------------- | ----------------------------- | ------------------------- | ------------------------- | ------------------------- | ------------------------- | ------------------------- | ----------- | -------------- | -------------- |
| 1    | Aleš Háma          | Chubby Checker   | „Let´s Twist Again“           | 2                         | 2                         | 1                         | 1                         | 0                         | 6           | 8.             | Markéta        |
| 2    | Martha Issová      | Marta Kubišová   | „Nechte zvony znít“           | 6                         | 4                         | 3                         | 2                         | 5                         | 20          | 5.             | Markéta        |
| 3    | Markéta Konvičková | Beyoncé          | „Love On Top“                 | 5                         | 7                         | 5                         | 8                         | 10                        | 35          | 3.             | Tatiana        |
| 4    | Adéla Gondíková    | Annette Eltice   | „Hands Up (Gimme Your Heart)“ | 1                         | 3                         | 4                         | 5                         | 0                         | 13          | 6.             | Tatiana        |
| 5    | Martin Dejdar      | Joe Cocker       | „You are so beautiful“        | 4                         | 5                         | 6                         | 4                         | 10                        | 29          | 4.             | Milan          |
| 6    | Tatiana Vilhelmová | LunchMoney Lewis | „Bills“                       | 7                         | 6                         | 7                         | 6                         | 10                        | 36          | 2.             | Martin         |
| 7    | Ondřej Ruml        | Dr. Alban        | „It´s my life“                | 3                         | 1                         | 2                         | 3                         | 0                         | 9           | 7.             | Martha         |
| 8    | Milan Peroutka     | Andrea Bocelli   | „Time To Say Goodbye“         | 8                         | 8                         | 8                         | 7                         | 5                         | 36          | Vítěz          | Martin         |

### Dvanáctý týden (finále)
- Porotci a Jan Cina vystoupili jako Black Eyed Peas s písní „Let's Get It Started“.
- Martin Dejdar a Karel Gott vystoupili jako Alphaville s písní „Být stále mlád (Forever Young)“.

| Poř. | Soutěžící          | Osobnost        | Píseň                              | Finální pořadí |
| ---- | ------------------ | --------------- | ---------------------------------- | -------------- |
| 1    | Markéta Konvičková | James Hetfield  | „Whiskey in the Jar“               | 3.             |
| 2    | Martin Dejdar      | Dan Aykroyd     | „Everybody Needs Somebody to Love“ | 5.             |
| 2    | Ondřej Ruml        | John Belushi    | „Everybody Needs Somebody to Love“ | 6.             |
| 3    | Tatiana Vilhelmová | Zuzana Navarová | „Andělská“                         | Vítězka        |
| 4    | Martha Issová      | Treat Williams  | „I Got Life“                       | 4.             |
| 5    | Adéla Gondíková    | Hana Buštíková  | „Formule“                          | 7.             |
| 5    | Aleš Háma          | Dana Vlková     | „Formule“                          | 8.             |
| 6    | Milan Peroutka     | Michael Jackson | „Black or White“                   | 2.             |

## Sledovanost
| Pořadí | Epizoda                 | Datum premiéry    | Sledovanost Česko | Sledovanost Česko | Sledovanost Česko | Sledovanost Česko | Sledovanost Česko |
| Pořadí | Epizoda                 | Datum premiéry    | 15+               | Share             | Share             | Share             | Ref.              |
| Pořadí | Epizoda                 | Datum premiéry    | 15+               | 15+               | 15–54             | 15–69             | Ref.              |
| ------ | ----------------------- | ----------------- | ----------------- | ----------------- | ----------------- | ----------------- | ----------------- |
| 1      | První týden             | 26. února 2017    | 1 266 000         | 32 %              | 41 %              | 34 %              | [ 3 ]             |
| 2      | Druhý týden             | 5. března 2017    | 1 253 000         | 31 %              | 38 %              | 33 %              | [ 4 ]             |
| 3      | Třetí týden             | 12. března 2017   | 1 210 000         | 30 %              | 37 %              | 32 %              | [ 5 ]             |
| 4      | Čtvrtý týden            | 19. března 2017   | 1 263 000         | 32 %              | 40 %              | 35 %              | [ 6 ]             |
| 5      | Pátý týden              | 26. března 2017   | 1 254 000         | 31 %              | 39 %              | 34 %              | [ 7 ]             |
| 6      | Šestý týden             | 2. dubna 2017     | 1 117 000         | 26 %              | 33 %              | 29 %              | [ 8 ]             |
| 7      | Sedmý týden             | 9. dubna 2017     | 1 320 000         | 35 %              | 43 %              | 38 %              | [ 9 ]             |
| 8      | Osmý týden              | 16. dubna 2017    | 1 233 000         | 34 %              | 40 %              | 36 %              | [ 10 ]            |
| 9      | Devátý týden            | 23. dubna 2017    | 1 290 000         | 33 %              | 41 %              | 36 %              | [ 11 ]            |
| 10     | Desátý týden            | 30. dubna 2017    | 1 072 000         | 32 %              | 38 %              | 35 %              | [ 12 ]            |
| 11     | Jedenáctý týden         | 7. května 2017    | 1 163 000         | 32 %              | 38 %              | 34 %              | [ 13 ]            |
| 12     | Dvanáctý týden (finále) | 14. května 2017   | 1 353 000         | 36 %              | 43 %              | 39 %              | [ 14 ]            |
| Průměr | Průměr                  | Průměr            | 1 232 833         | 32 %              | 39 %              | 35 %              | [ 15 ]            |
| 13     | Silvestrovský sestřih   | 31. prosince 2017 | 696 000           | 19 %              | 25 %              | 22 %              | [ 16 ]            |

### Silvestrovský sestřih
Dne 31. prosince 2017 byl pro diváky připraven silvestrovský sestřih pořadu s podtitulem To nejlepší. Obsahoval nejlepší vystoupení ze třetí a čtvrté řady soutěže a moderátor Ondřej Sokol provázel diváky celým zákulisím. Vystoupila Markéta Konvičková jako James Hetfield, Martha Issová jako Marie Rottrová, Martin Dejdar jako Bill Nighy, Milan Peroutka jako Petr Muk, Aleš Háma jako Ozzy Osbourne, Jan Kopečný jako Bruno Mars, Leona Machálková jako Queen Latifah, Aneta Krejčíková jako Janis Joplin a další. Byli pozváni i speciální hosté. Sestřih probíhal v neděli od 20.40 do 0.00.